# 東瓦恩蘭 (新澤西州)
東瓦恩蘭（英語：East Vineland）是位於美國新澤西州大西洋縣的普查規定居民點。

## 人口
根據2020年美國人口普查的數據，東瓦恩蘭的面積為13.02平方千米，當中陸地面積為12.99平方千米，而水域面積為0.03平方千米。當地共有人口925人，而人口密度為每平方千米71.04人。